# アイソトープ (事務所)
有限会社アイソトープ（ISOTOPE）は、シンガーソングライターである尾崎豊と当時の尾崎のマネージャー・鬼頭明嗣が設立した芸能事務所である。尾崎の死後も、同名義で公式ホームページを運営し、尾崎の肖像権等を管理している。

## 概要
1990年12月19日に尾崎の個人事務所として設立された。初代社長は尾崎である。設立前は「ロード&スカイ」に所属。
「ISOTOPE」とは「同位元素」という意味で、「人々の放ってるエネルギーの量は一人一人違うけどみんな同じ仲間だ」との願いを尾崎が込めたものである。マークはひし形と4つの三角形が組み合わされており、そのうち3つは外側へ、1つは内側へ向かっている。これは尾崎の「自分が何かを放つだけでなくファンの意見も聞き入れる」という意味が込められている。
設立の約1年4か月後に尾崎が亡くなったため、尾崎の存命中に発売した作品に当事務所のクレジットがされたものはシングルカットの『永遠の胸』『I LOVE YOU』の2枚と1作の映像作品のみである。

## 沿革
- 1990年12月19日 設立。
- 1992年4月25日 社長である尾崎豊が死去。

## 関連会社
- 株式会社「RADIO ISOTOPE」 - ファンクラブ「Edge Of Street」運営の為に尾崎が設立。